# Hakket oksekød
Hakket oksekød består af oksekød, som er hakket fint i en kødhakker. Hakket oksekød kan bl.a. bruges til hakkebøffer og millionbøf.
Hakket oksekød er blandt de meste solgte dagligvarer blandt danskerne.